# Гунны

Империя гуннов ок. 450 года

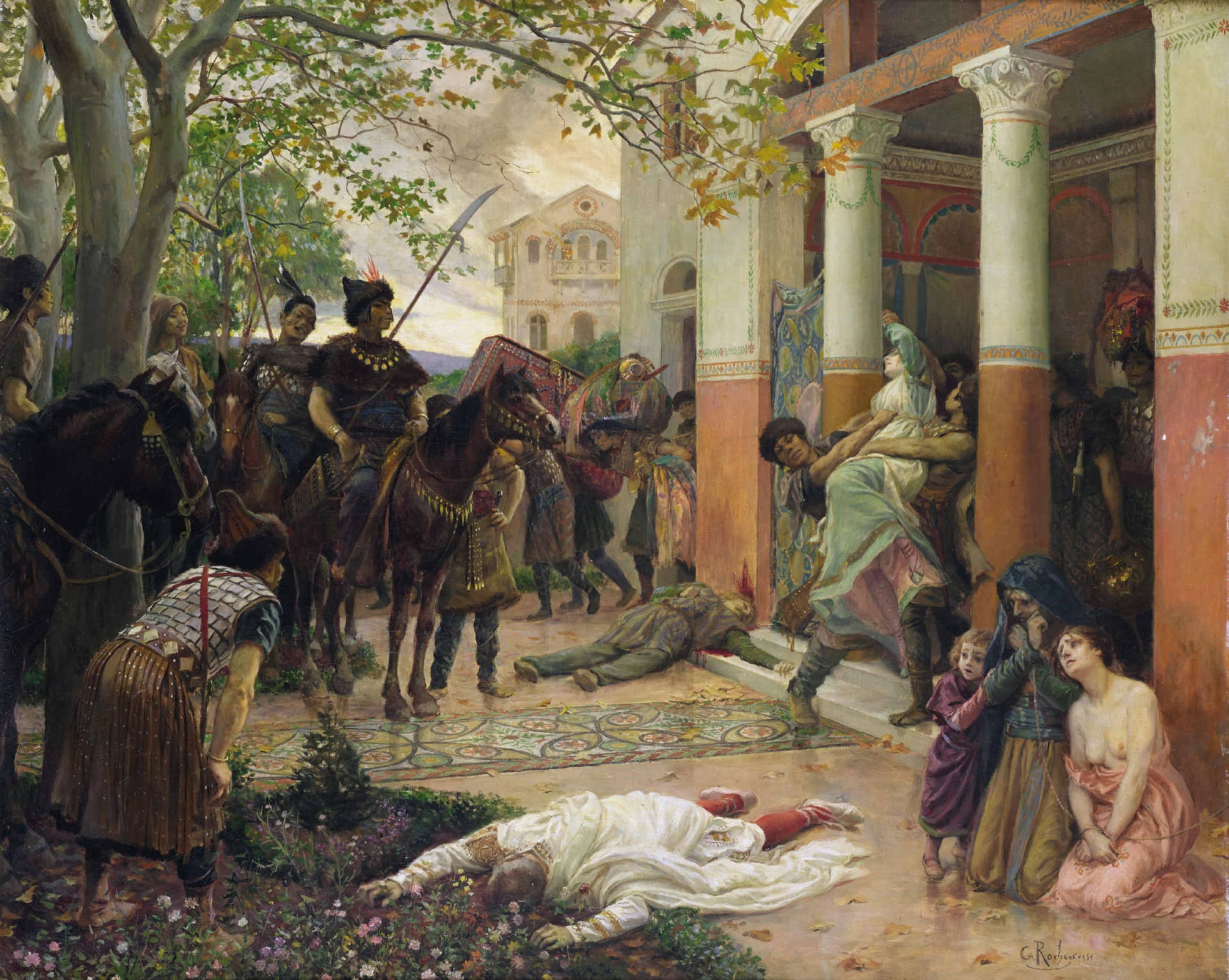
Жорж Рошгросс. Гунны грабят римскую виллу. Одно из немногих изображений гуннов в живописи, приближенное к реальности

Гу́нны (греч. Ούννοι, лат. Hunni) — древний народ, сложившийся в степях Восточной Европы во II—V вв., предположительно, на основе мигрировавших из Центральной Азии хунну:102 с участием местных угров и сарматов. Их нападение на причерноморских готов послужило толчком для Великого переселения народов. Упоминания о гуннах встречаются как в трудах античных авторов (Аммиан Марцеллин, Приск, Иордан и др.), так и в германском эпосе (Песнь о Нибелунгах, Старшая Эдда).
В правление Аттилы (434—453) гуннское объединение с центром в Паннонии достигло максимальной экспансии, разгромив королевство бургундов на Рейне (435) и бросив вызов Римской империи. После смерти Аттилы в 453 году Империя гуннов распалась, и гунны были поглощены новыми группами прибывавших с востока кочевников. На гуннское наследие претендует Венгрия.
Имя гуннов послужило эпонимом для астероида (1452) Гунния.

## Название
Форма Οὐεννοί в «Хронике» Ипполита, написанной до 235 года, является искажением Οὐενετοί. В армянских источниках упоминаются в форме арм. Հոնք Honkʿ.
Аммиан Марцеллин в XXXI книге «Деяний» обозначает гуннов как Hunnorum gens. В сочинениях Приска Панийского, византийского дипломата, историка и писателя V века, участвовавшего в посольстве Византии к вождю гуннов Аттиле в его ставке, гунны упомянуты под именем «унны». Предположительно текстами Приска пользовался Иордан.

## Влияние на этническую историю
Георгий Вернадский отмечает положительное влияние гуннов на формирование славянского мира за счет освобождения Восточной Европы от власти германских и иранских элементов:
Эпоха гуннского вторжения является, таким образом, в определенном смысле периодом освобождения восточных славян не только от готского, но также и от иранского контроля. Привлекая славянские подразделения в свою армию и используя их как вспомогательные во время своих кампаний, гунны научили военному духу анто-славян.
.
В средневековых источниках «гуннами» именовался ряд кочевых объединений в других частях Евразии, в частности, эфталиты («белые гунны»), кидариты («чёрные гунны»), хиониты в Средней Азии и Индии.

## Происхождение

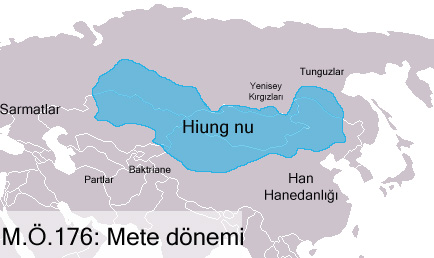
Зона расселения хунну

Предками европейских гуннов являются кочевники хунну, обитавшие в I тыс. до н. э. в степях между Байкалом и рекой Хуанхэ у северной границы Древнего Китая. В I в. н. э. после ожесточенных войн южные хунну начали интегрироваться в состав китайских государственных объединений, а северные хунну потерпели поражение от сяньби (предков монголов), покинули регион, впоследствии названный Монголией, и двинулись в земли сарматов (Казахстан), угров (Приуралье) и тунгусов (Якутия).
Существует точка зрения, что гунны были тюркским народом, однако в ситуации Великого переселения народов их можно считать не столько народностью, сколько политическим образованием, куда мог входить пестрый этнический компонент (в зависимости от региона): древние угры, сарматы, славяне и даже германцы.
Жозеф де Гинь первым высказал мнение, что гунны (des Huns) могли быть по происхождению тюрками или прототюрками. Английский учёный Питер Хизер считает гуннов т. н. «первой группой тюрков», вторгнувшихся в Европу. Турецкий исследователь Кемаль Джемаль видит подтверждение этой версии в фактах сходства названий и имён в тюркских и гуннских языках. Данную версию принимает также венгерский исследователь Дьюла Немет.
Ряд исследователей относит гуннский язык к тюркским.
Тюрколог И. Л. Кызласов сближает материальную культуру хунну с монголо-маньчжурскими народами. Так, в частности, для всех тюркских народов характерно жилище, именовавшееся общетюркским термином «иб», изначально стационарное, но послужившее прообразом конструкции юрты; напротив, гуннам свойственны землянки с г-образной лежанкой. О монгольском происхождении гуннов писал Н. Я. Бичурин. Из современных исследователей монгольскую теорию поддерживает А. С. Шабалов.
По мнению К. А. Иностранцева, поддержанного Л. Гумилёвым, «Кочевавший к северу от Китая… народ хунну образовался из усилившегося тюркского рода. Значительная часть подчиненных племен состояла тоже из турок, хотя… в состав государства входили другие племена, как то: монгольские, тунгузские, корейские и тибетские. В Северо-Западной Азии и в Восточной Европе турки хунну, или гунну, столкнулись с другими племенами. Прежде всего на их пути стояли племена финские. Чем далее двигались гунны, тем более редел среди них турецкий элемент».
Устаревшей считается теория финнизма хунну и гуннов. Согласно этой теории, гуннские племена имели большое влияние финно-угорских племен. В рамках данной теории финно-угорское происхождение приписывалось также к племенам хунну.
Иордан рассказывает легендарную версию происхождения гуннов в работе "О происхождении и деяниях гетов" (лат. De origine actibusque Getarum), или Гетика (лат. Getica) . Когда готы при короле Филимире (Filimer) пришли в Скифию, то они изгнали в пустыню женщин-колдуний, ведьм (magas mulieres), именуемых галиурунами (Haliurunnas). В изгнании они зачали от нечистых духов (spiritus inmundi) и породили племя гуннов (Hunni).

## Палеогенетика
Исследование ДНК скелета элитного гунна из Музея естественной истории (Будапешт, Венгрия), датированного средней третью V века, показало, что он имел Y-хромосомную гаплогруппу L. Другие исследования показали Y-хромосомные гаплогруппы Q-M242, N, C-M130 и R1a1. Захоронения в Китае показали Q-M3 и митохондриальную гаплогруппу D4j12. У трёх гуннов из Венгрии определены Y-хромосомные гаплогруппы R1a-Z2124, R1b-U106 и Q1a2-M25.
Генетически гунны были неоднородны: одна группа происходила из Восточной Азии (хунну), а другая была генетически похожа на центральноазиатских кочевников (саки). Несмотря на различие языков, современные венгры в определённой степени сохраняют генофонд гуннов.

## История

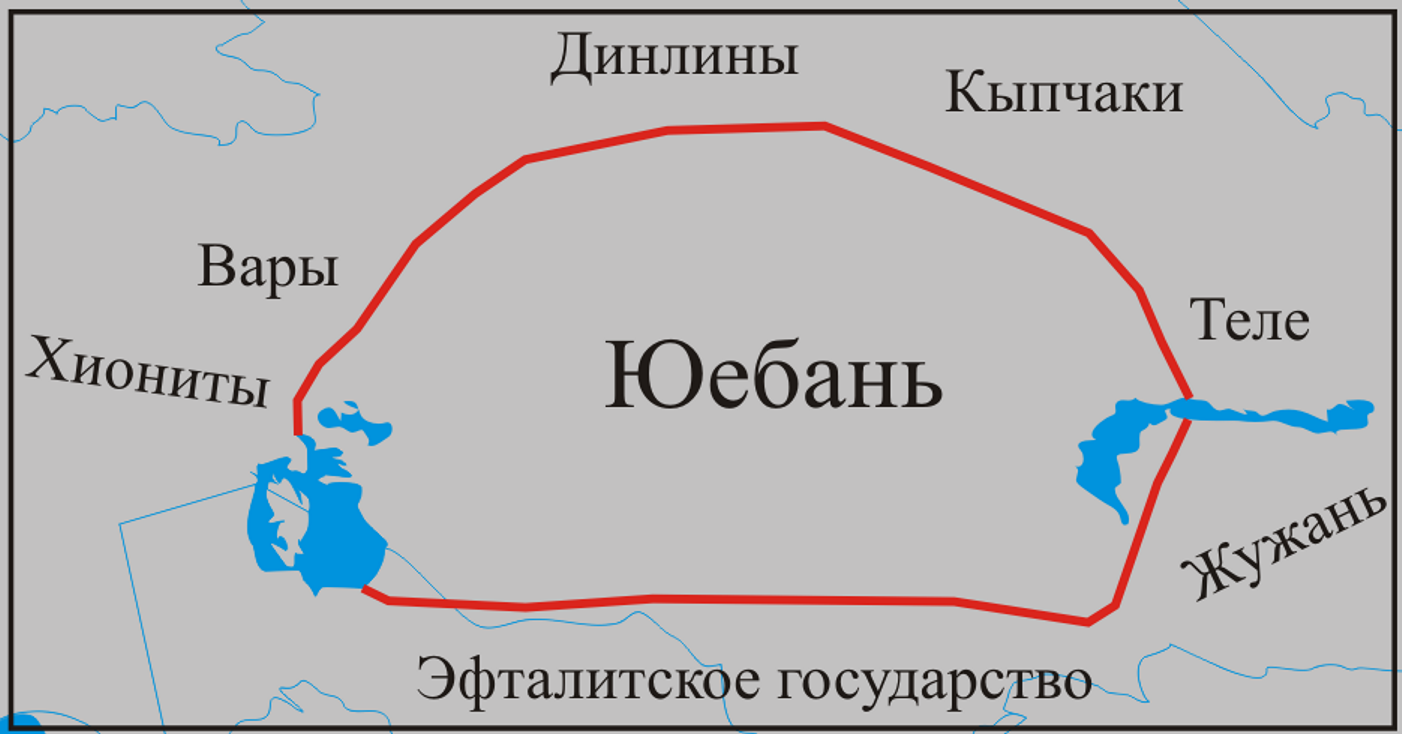
Юэбань — объединение гуннов на территории современного Казахстана

Ранние следы пребывания гуннов обнаруживают в Забайкалье и датируют их II в. до н. э. — I в. н. э. (с этой позиции гунны отождествляются с хунну). После разгрома от сяньби, прародина гуннов превращается в Монголию, а часть гуннов мигрируют на запад и образуют объединение Юэбань в восточном Казахстане. Подпавшие под влияние местных сарматов, часть гуннов ассимилируется и оседает на северной границе государства Сасанидов (иранские гунны).
Самой известной становится западная ветвь гуннов, осевшая с степях Прикаспия. Около 155 года они достигли Волги. В европейских источниках первые упоминания о гуннах датируются II веком и относятся к региону в восточной области Прикаспия. Как считается, самое первое известие о гуннах находится в «Географии» Клавдия Птолемея. Он располагал народ хуны между бастернами и роксоланами. Однако среди исследователей нет уверенности, касаются ли данные известия собственно гуннов, либо являются простым созвучием.
В 371 году гунны покорили аланов на Дону (танаиты), а в 373 году затем разгромили остготское государство Германариха на Днепре и заняли Паннонию. Иордан отождествляет гуннов и савиров. Он пишет, что узнав о недуге Германариха, король гуннов Баламбер двинулся войной на остготов. Германарих, страдая от раны и не перенеся гуннских набегов, скончался на сто десятом году жизни. Его смерть дала гуннам возможность разгромить остготов. Гунны подчинили большую часть остготов (они жили в низовьях Днепра) и заставили вестготов (живших в низовьях Днестра) отступить во римские пределы (Фракия) под покровительство императора Валента.

### На границах Римской империи

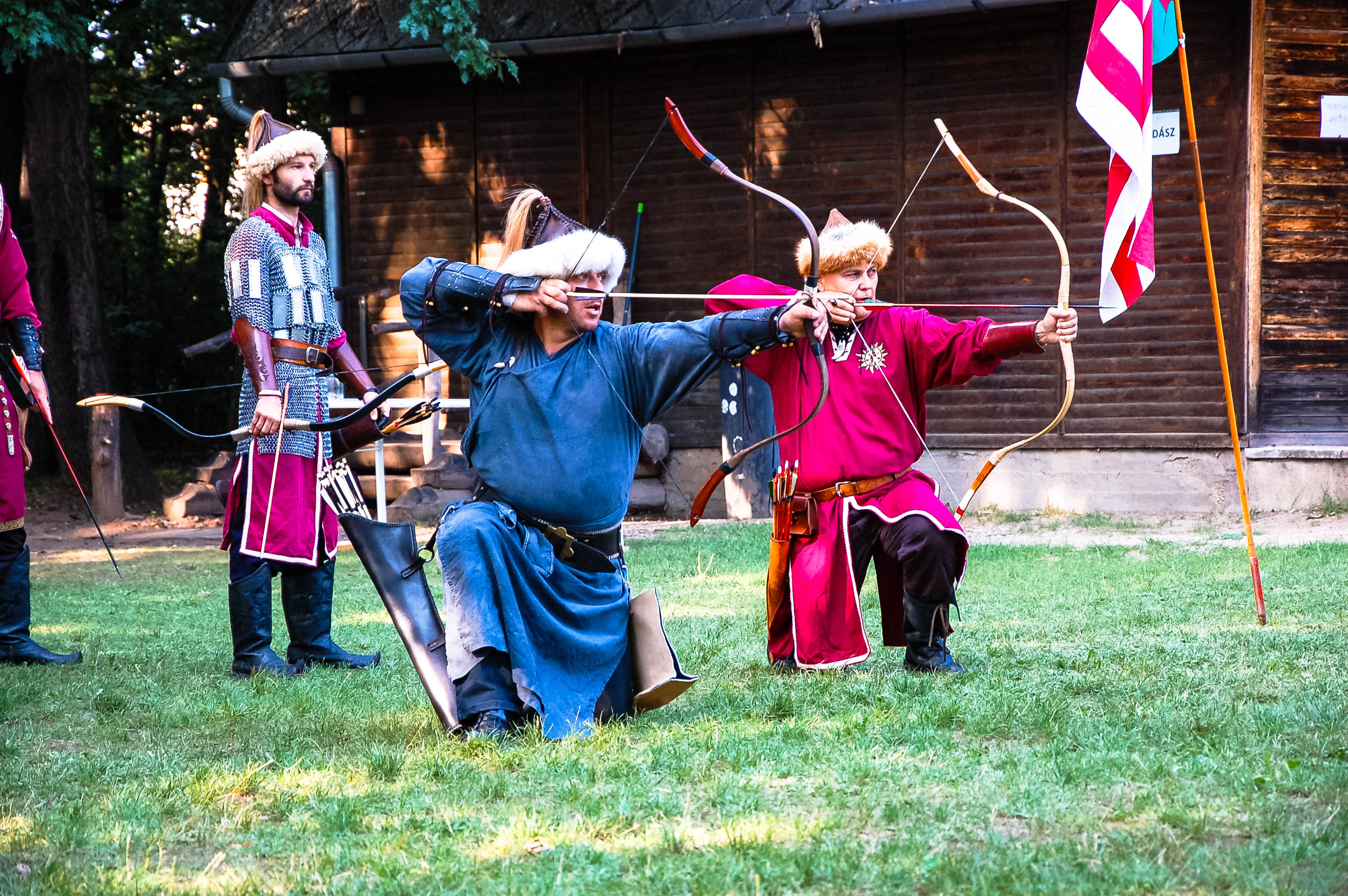
Гуннские воины. Вариант реконструкции, Венгрия

В год смерти Валентиниана (375 год) сарматы, вероятно, входившие в так называемый «гуннский союз племён», напали на Римскую империю, перейдя Дунай в области Реция. Император выступил против них с огромным войском, не решившись противостоять которому сарматы отправили посольство с просьбой о мире.
В начале 384 года гунны и их союзники аланы занимали большие территории Венгерской равнины (Альфёльд), однако, как показывает поход 395 года, владения гуннов простирались на восток до Волги и Терека. При этом центральной власти у них не существовало. Римские историки называют племена гуннов филами, а вождей — филархами.
В 395 году, пройдя через Кавказ, гунны опустошили восточно-римские провинции Сирию и Каппадокию (в Малой Азии).
C 400 года известен гуннский король Ульдин, который владел землями современной Румынии и Венгрии. В 406 году гунны выступают как федераты Рима. Совместно с легионами Стилихона они наносят поражение готам Радагайса в Италии.
Около 412 года упоминаются вожди гуннов Донат и Харатон. В гуннском союзе к этому времени оказался уже чрезвычайно пёстрый состав германских и негерманских народов: булгары, остготы, герулы, гепиды, сарматы, сабиры и др. Все покорённые племена облагались данью и принуждались к участию в военных походах.
В 422 году гунны атаковали Фракию. Восточно-римский император Феодосий II согласился выплачивать гуннам дань в размере 350 фунтов золота в год. В 433 году вождь гуннов Ругила стал грозить Восточной Римской империи разорвать мирные соглашения из-за беглецов, укрывшихся на территории империи. В ходе переговоров Ругила скончался.

### Эпоха Аттилы

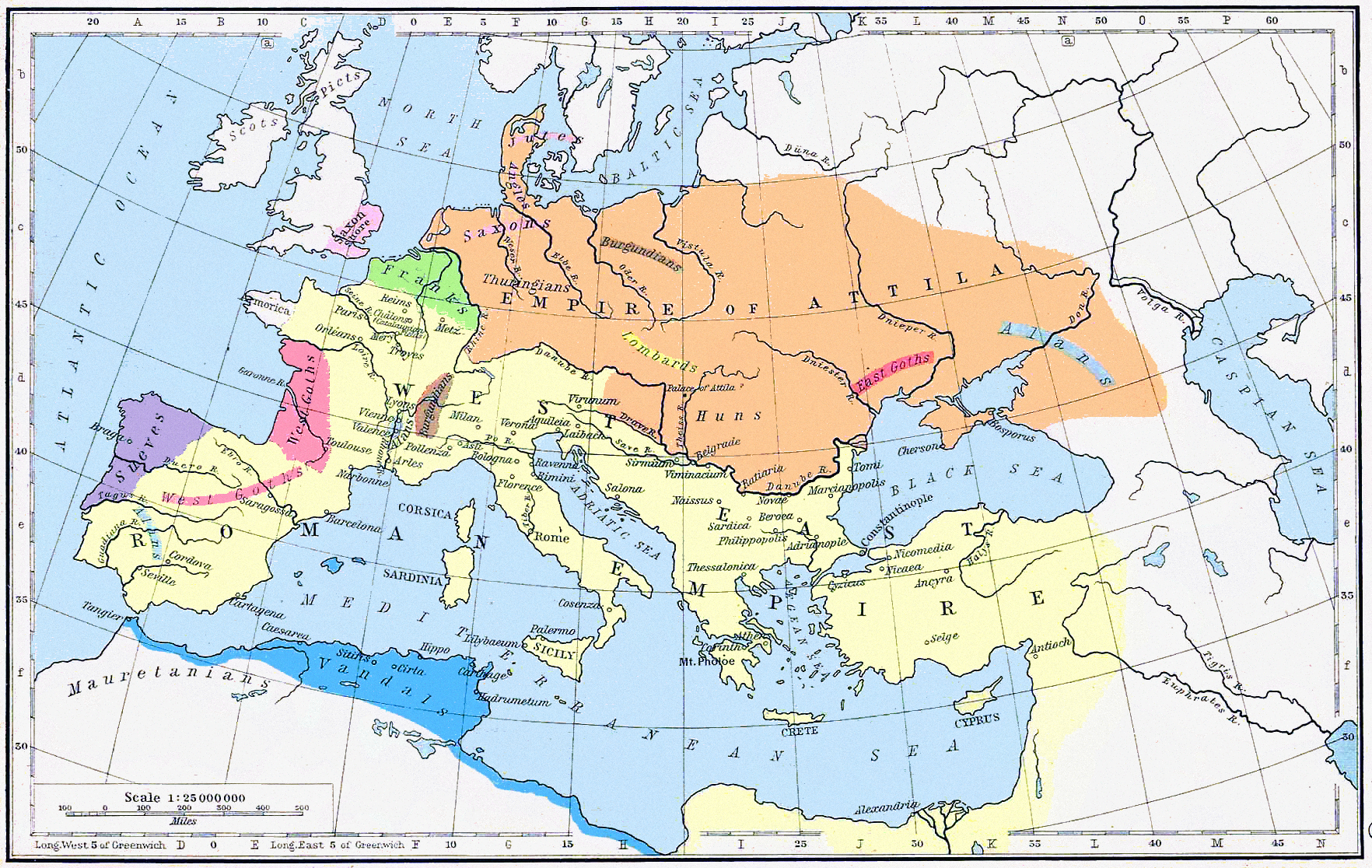
Империя Аттилы. Исторический атлас (Shepherd, William R. New York, 1923)

После смерти Ругилы правителями гуннов стали его племянники Аттила и Бледа, последний при невыясненных обстоятельствах в 445 году погиб на охоте и власть Аттилы стала единоличной. Приск писал, что «Аттила это человек, который рождён потрясти Мир». По сообщению Аммиана, «Аттила сравнял с землёй всю Европу».
Аттила перешёл от тактики конных набегов к осаде городов и к 447 году взял 60 городов и укреплённых пунктов на Балканах, территории современной Греции и в других провинциях Римской империи. Однако в 451 году в битве на Каталаунских полях в Галлии продвижение гуннов на запад было остановлено объединённой армией римлян под началом полководца Аэция и Тулузского королевства вестготов. В 452 году гунны вторглись в Италию, разграбив Аквилею, Милан и ряд других городов, но затем отступили.
После смерти Аттилы в 453 году возникшими внутри его империи распрями воспользовались покорённые гепиды, возглавившие восстание германских племён против гуннов.

### После Аттилы
В 454 году в битве при реке Недао в Паннонии гунны были разбиты своими бывшими союзниками из числа остготов и гепидов, которые основали собственные королевства на территориях Паннонии и Дакии. Небольшая часть гуннов, согласно Иордану, ушла в Иллирик (в район города Видин). Эрнак, младший сын Аттилы, увел свою орду в Малую Скифию. Ещё одна часть гуннов во главе с родственниками Эрнака Эмнетзуром и Ултзиндуром поселилась на южном берегу Дуная в пределах современной Болгарии. Иордан также сообщает, что около 456 года гунны и остготы Валамира сражались на Днепре. В 468 году сын Аттилы Денгизих ещё воевал с остготами в Паннонии.
Феофан упоминает гуннов в составе войск восставшего Виталиана (470—518), с которым они разоряли области Фракии, Малой Скифии и Мёзии, а в 540 году Прокопием зафиксирован мощный набег гуннов, когда они большими массами переправлялись через Дунай и разгромили множество укреплений Балканского полуострова. В 551 году Нарсесу, двигавшемуся походом в Италию, пришлось разбить гуннов около Филиппополя (совр. Пловдив), а в 559 году гунны-кутургуры с царём Заберханом, завидуя тому, что получили утургуры с Сандильхом, совершили набег, по сообщению Агафия, имея в составе своего войска славян. Они грозили Константинополю, пройдя за «Долгую стену», в то время как другой отряд с суши и с моря напал на Херсонес. Феофилакт Симокатта говорит о двух племенах — тарниах и котцагир, происходивших от народов уар (др.-греч. Ουάρ) и хунни (др.-греч. Χουννί), которые бежали от тюрок, а прибыв в Европу, присоединились к «бывшим с каганом аварам», относя это событие к 598 году. Константин Багрянородный (правил с 908-го по 959-й год) считал, что Аттила был королём аваров и его завоевания привели к основанию Венеции.

## Восточные гунны

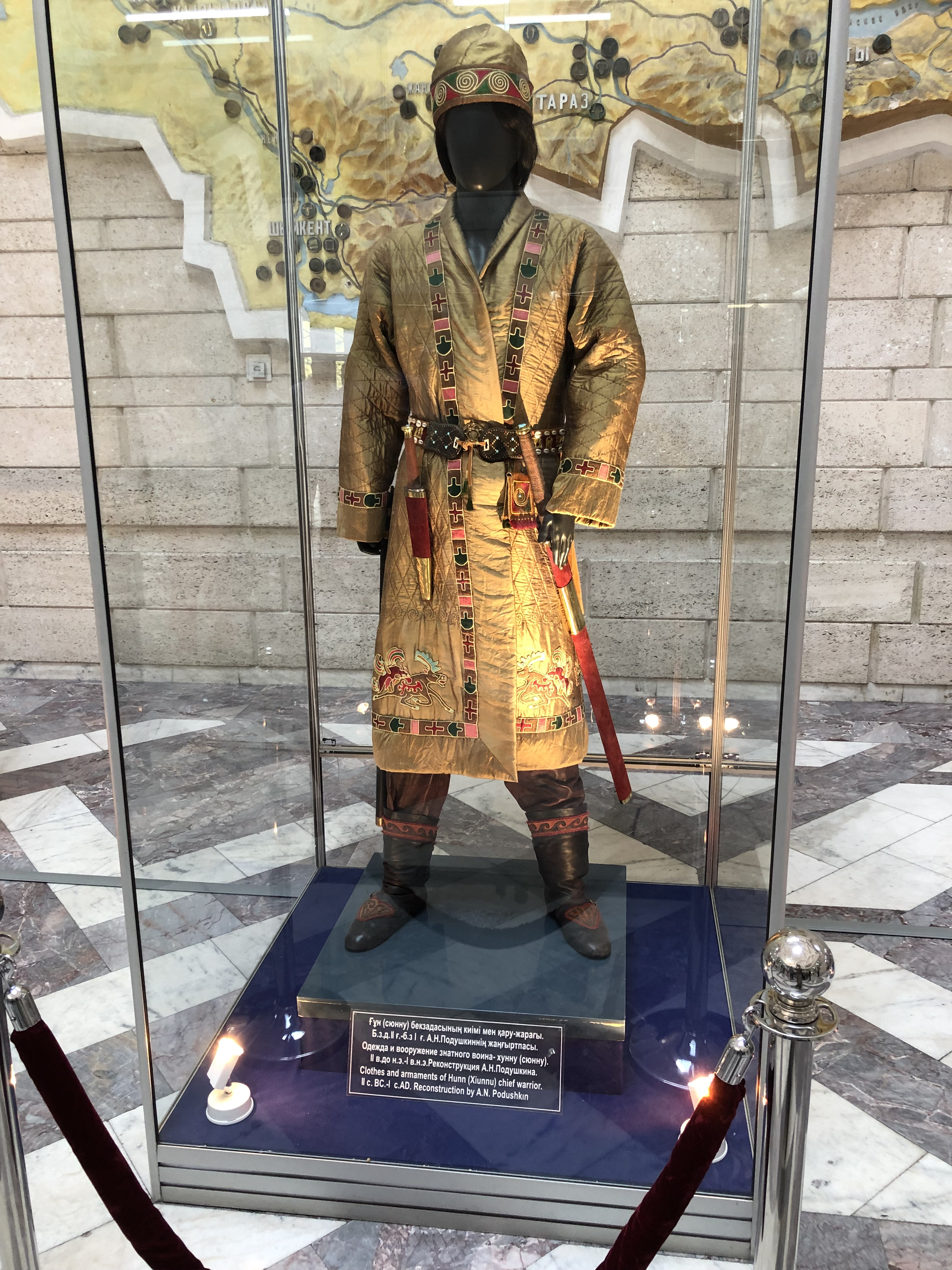
Одеяние гуннского вождя. Вариант реконструкции. Казахстан

Аммиан Марцеллин при описании осады города Амида сасанидским царём Шапором в 503 году упоминает хионитов в персидском войске. Хроника Иешу Стилита, сообщает: «хиониты, которые суть гунны». Там говорится о требовании Перозом золота от Византии, которое он подкреплял беспокойством о том, чтоб гунны не перешли на Византийскую землю. Захария Митиленский сообщает: «Когда Пероз, царь персидский, воцарился в своей земле, в тринадцатый год Анастасия вышли гунны через „Каспийские ворота“, которые охранялись персами».
Захария сообщает, что и Кавад, сын Пероза, настойчиво спрашивал с ромеев золото, которое получал в качестве оплаты содержания войск оберегавших «ворота» от гуннов. Прокопий Кесарийский утверждает, что Кавад овладел «Каспийскими воротами» после смерти Амвазука, родом гунна, который предлагал передать охрану «ворот» ромеям, но Анастасий, якобы, не надеясь на военную силу, отказался, а Кавад прогнал детей Амвазука и захватил их.
Однако охрана «ворот» Кавказа могла быть в интересах не только Ирана, но и Византии, так как обуславливала спокойствие и её областей. По сообщению Бар-Эбрея (1226—1286 гг.), под 708 годом эры селевкидов (397 год н. э.), во времена ромейских царей Аркадия и Гонория, гунны наводнили ромейские провинции Сирию и Каппадокию, опустошили их, так что они обезлюдели. В житие Петра Ивера сообщаются подробности. Фарсман был военачальником при дворе Аркадия, когда раскрылась его интимная связь с Евдокией, женой Аркадия, бежал в Иберию, где ему удалось занять престол. «Когда он воцарился над иверами, он взял с собой белых гуннов, бывших соседями иверов». Белые гунны «были причиной многих зол для тех, которые были в подданстве у ромеев», что является указанием на опустошения, причинённые гуннами в Месопотамии.
В 395 году гунны прорвались в Междуречье и на сиро-финикийское побережье через Кавказский хребет. Латинский писатель Иероним, совершавший в это время паломничество на Восток, сообщает, что гуннская орда (лат. Hunnorum examina) двигалась с Танаиса (совр. Дон), где находились «невероятные», «страшные» массагеты. Весь восток «содрогнулся от сообщений вестников, что от далёкого Меотиса, земли ледяного Танаиса и страшного народа массагетов, где в Кавказских ущельях Александр дверью запер дикие народы, вырвалась орда гуннов».
Прокопий, секретарь Велизария, полководца императора Юстиниана, рассказывает о борьбе Пероза с «белыми гуннами», также называя их и эфталитами. Он подчёркивает их отличие от иных гуннов, которых называет «безобразными», а их образ жизни «скотским», под чем следует понимать отсутствие у них управления единым царём, отмеченное им у эфталитов. Прокопий сообщает об их навыках к оседлой жизни, а Менандр говорит об эфталитах, как о народе, жившем в городах. Вероятно, видя эти отличия эфталитов в описании гуннов Аммианом, в 1849 году Луи Вивиен де Сен-Мартен писал: «Нет, эфталиты не гунны», в чём с ним соглашался и Друэн.
Если Аммиан пишет о Шапуре, в войсках которого были хиониты, то для Иешу Стилита хиониты суть гунны. Если Стилит говорит о борьбе Пероза с хионитами, то Прокопий называет их эфталитами и «белыми гуннами».
Согласно Стилиту, Пероз дважды попадает в плен к хионитам, причём оба раза был выкуплен Зеноном, который и примирил стороны. По Прокопию, Пероз попал в плен благодаря хитрости эфталитов, которые завели его на дорогу, кончавшуюся тупиком в горах, где была устроена засада, в результате чего персы были окружены. На основании сообщения Мухаммада ат-Табари, можно утверждать, что война происходила в областях Хорасана («откуда приходит солнце» — пер. с перс.). Пероз был пленён и оставил гуннам в заложниках своего сына Кавада, которого затем выкупил.
Захария пишет, что в тринадцатый год Анастасия (504 год) гунны, пройдя через «ворота», охраняемые персами, достигли их пределов. Пигулевская, считая это сообщение анахронизмом, полагает, что только широко известное участие Пероза в борьбе с эфталитами могло ошибочно вызвать его имя. По её мнению здесь речь ведётся о борьбе Кавада с гуннами в северных областях Ирана, отмечаемой Прокопием. Однако хроника говорит о смерти Пероза, о «воротах» Кавказа и о гуннах, которые, «подобно злосчастным зверям, изгнаны богом в северо-западную страну». Пероз, выйдя навстречу гуннам, осведомился о причине их вторжения. Те отвечали, что ромейский император обещал им «умножить подати», если они разорвут дружбу с персами, и если персы не дадут столько же, то «примут войну». Пероз согласился с условиями, что, после трапезы, клятвенно, «простирая руки к небу», было закреплено сторонами. Для сбора подати осталось около четырёх сотен гуннов, остальные были отпущены и рассеялись. Узнав, что гуннов много меньше, Пероз нарушил договор и приготовился к войне. Желая победить лжецов, гунны принесли клятвы, на пылающие угли вылили мускус и ароматы, «принеся их богу». Гунны, начав битву с Перозом, убили его и множество его воинов и возвратились в свою землю. По сообщению Стилита, на большом поле гуннами были вырыты ямы, едва покрытые досками и землёй. Расположившись у поля в районе города Горго (совр. Горган), один из отрядов гуннов показался персам и увлёк их к опасному проходу. Хитрость удалась, всё войско с Перозом и его сыновьями погибло, остальные были захвачены в плен.
Кавад, сын Пероза, будучи на престоле, опирался на маздакитов, и по заговору персидской знати и «магов, за нечистые обычаи и извращённые законы», был вынужден бежать из страны, к гуннам, к царю, у которого был заложником, и породнился с ним, женившись на его дочери и своей двоюродной сестре. Прокопий, говоря о бегстве Кавада, упоминает гуннов эфталитов. Тесть дал ему войско, с помощью которого Кавад восстановился на престоле. Стилит описывает войско Кавада при осаде византийского города Эдесса, в котором персы «метали стрелы», арабы «направляли копья», а гунны «склонили палицы». По результатам этих походов Кавада Константинополь был вынужден выплатить контрибуцию.
Примерно этим временем Пигулевская оценивает якобы смену хионитов Аммиана эфталитами Прокопия. Феофан Византийский сообщает, что Эфталан, царь эфталитов, от которого весь род имеет прозвание, победил Пероза и персов, которые потеряли торговые города и гавани, вскоре их отняли тюрки. Прокопий, называя эфталитов в войске Кавада, также говорит и о его борьбе с некими гуннами в северных областях Ирана. Пигулевская считает ошибкой утверждение, будто Кавад разорвал союз с эфталитами, вступив с ними в борьбу, как и то, что Табари называет царя гуннских войск, к которому бежал Кавад, каганом и тюркским царём. Стилит отмечает, что воинственное племя тимурайе (по Захарию Кавад воевал с Тимурайе — имя собств.) восставало и, спускаясь с гор, грабило проезжих купцов, но затем испугалось рати гуннов Кавада и подчинилось. Около 562 года Хосрой, сын Кавада и внук Пероза, хвастаясь перед Константинополем, говорил, что он разрушил власть эфталитов, но покончили с ними тюрки.
Менандр утверждает, что в древности тюрки назывались саками, их предводитель Силзибул выступил против эфталитов. Табари сообщает, что царь эфталитов (Haital) был убит тюркским каганом Синджибу (Силзибул). По сообщению Приска, жившие у океана народности теснили аваров (Бар-Эбрей называет кагана авар хазарским каганом). Авары оказали давление на дагестанских сабиров, которые выгнали с насиженных мест сарагуров, урогов и оногуров. Эти, будучи гонимы, пришли к гуннам акацирам, требуя от них земли, а победив их в длительных битвах, направили посольство в Византию. Сарагуры и акациры, двигаясь по побережью Каспийского моря, стали «стучаться» в «Дербентские ворота», но нашли там персидский гарнизон. Это сообщение Приска Пигулевская относит ко времени Пероза (459—484), предшествующее тому, как Агафий и Прокопий отмечали на Северном Кавказе сабиров, откуда они, якобы, вытеснили сарагуров. Однако Приск не связывает требование золота персами с охраной «ворот» Кавказа, он отмечает, что, по мнению персов ромеи должны были помогать им деньгами в войне против гуннов, называемых кидаритами, однако теперь Константинополь отвечал, что содержать свои войска должно каждое государство само. В то же время известно о посольстве Византии к тюркам в четвёртом году царствования Юстина II (по Иоанну Эфесскому, посольство к тюркам, живущим «внутри персидских областей», было направлено в седьмом году царствования Юстина), которое имело для неё благоприятные последствия, так как сразу же после него каган со своим войском выступил против Ирана.
В 451 году Армения, пытавшаяся освободиться из-под влияния Ирана, одержав верх над персидскими отрядами за Курой, вовлекла в эту борьбу соседние государства. На стороне армян приняли участие агваны Албании. По сообщению Елисея Вардапета одно из ущелий, вероятно Дербентское, требовало особой охраны, так как открывало гуннам доступ в Закавказье. Его охрана была поручена Вагану, родственнику царской семьи агван. От кого нуждалось в охране это ущелье, Вардапет не сообщает, однако отмечает, что Вагану армянами было поручено войти в соглашение с гуннами и другими варварами, к которым он направился в качестве посла. Общими усилиями иранцы были выбиты из ущелий «гуннских гор». Эти же события описывает и Лазарь Парпеци, который сообщает, что «армянские войска» под предводительством Вартана, принадлежавшего «к царской семье Албании», перешли Куру и в области агван встретились с войсками персов. После победы над ними армянские войска направились к ущелью, что разделяло страну агван и гуннов, где выбили стороживших его персов, а его охрану поручили тому же Вагану. К гуннам Ваган направился с дипломатическим поручением присоединить их военные силы к армянским и албанским, которое он выполнил. Однако из армянских источников не вполне ясно, участвовали ли гунны в военных действиях против персов за Курой.
По мнению Пигулевской, области на северо-восток от Главного Кавказского хребта в это время были в руках гуннов, однако тому предшествовали события, описываемые Приском. Около 448 года Васих и Курсих, принадлежавшие к войску Аттилы, «мужи из царских скифов и начальники многочисленного войска», пройдя степные пространства, переправившись через Меотиду (совр. Азовское море) и Кавказ, перешли персидскую границу и произвели опустошения. Персидское войско напало на них и отняло обратно большую часть добычи. Отступая, они шли другой дорогой, там, «где пламя вырывается из скал». По мнению Г. С. Дестуниса, здесь речь идёт о «вечных огнях», горевших у нефтеносных берегов Каспийского моря, то есть их обратный путь лежал через Дербенсткий перевал, тогда как ранее орды Васиха и Курсиха прошли другой дорогой, возможно, через Дарьяльское ущелье.
Фавстос Бузанд сообщает, что маскутский царь Санесан, повелитель многочисленных войск гуннов, проникся враждой к сородичу своему, армянскому царю Хосрову. Собрав всё войско гуннов, аланов и мазкутов (арм. форма «массагеты»), перешёл свою границу, реку Куру, «наводнив» армянскую страну. Парфянский монарх ввиду возникшей у него войны с уннами, по прозванию кидаритами, отклонил просьбу обратившихся к нему лазов (Приск. 4. 25).
С начала VI века и до первой половины VIII века (738 год) на территории Дагестана существовало политическое объединение, называемое в закавказских источниках «Царством гуннов» («хонов»). Большая часть исследователей полагает, что под этим именем скрывается одно из племён савиров. По второй точке зрения, это союз местного кавказского происхождения. Савиры (Σαйβροι) были лишь временными союзниками гуннов и их правительница Боарикс разгромила гуннских военачальников Стиракса и Глониса, заключив союз с Византией в 528 году. Столицей был город Варачан, но большая часть населения сохраняла кочевой быт. Во 2-й пол. VII века его правитель носил тюркский титул эльтебер и признавал себя вассалом хазар, хотя на деле обладал большой долей самостоятельности, совершая походы в Закавказье. В 682 году глава гуннов Алп-Илитвер принял посольство из Кавказской Албании во главе с епископом Исраэлем и вместе со знатью перешёл в христианство уничтожив гробницы предков и священное дерево, «Защитника страны». О судьбе кавказских гуннов после 738 года ясных сведений нет.

## Язык
Язык гуннов считается вымершим. Он известен только по отдельным словам в греческой, латинской или китайской передаче.
Происхождение гуннского языка неизвестно, научные теории предполагают, что он мог быть монгольским, тюркским, уральским или енисейским.

## Военное дело

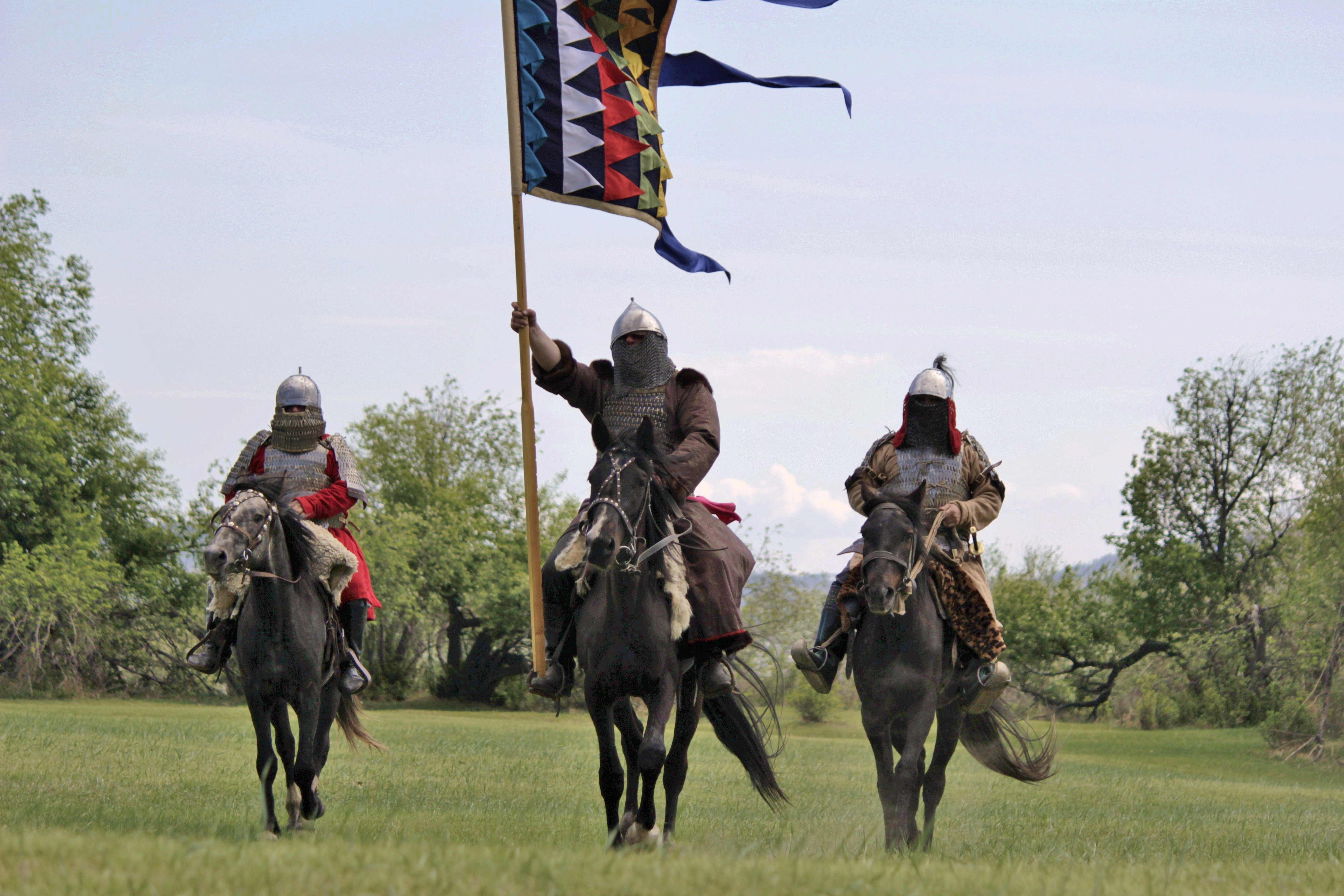
Гуннские воины. Вариант реконструкции, Бурятия.

Гунны были очень воинственным народом и вели войны практически непрерывно, постоянно нападая на соседние народы, отвоёвывая у них территорию, уводя скот, забирая в рабство мужчин и женщин. Большое внимание уделяли подготовке к войне, оружию и воинским упражнениям, повышающим мастерство воина.
В бою гунны применяли меч (gladius) и дальнобойный лук (arcum). Лук гуннов был коротким, так как стрельба велась с лошади. Это оружие имело обратный изгиб, благодаря чему при меньшем размере достигалась большая убойная сила лука. Лук делался составным, а для большей прочности и упругости его укрепляли накладками из костей или рогов животных. Стрелы употреблялись как с костяными, так и с железными или бронзовыми наконечниками. Иногда к стрелам прикреплялись костяные шарики с просверленными в них отверстиями, издававшие в полёте устрашающий свист. Лук вкладывался в особый футляр и прикреплялся к поясу слева, а стрелы находились в колчане за спиной воина справа. «Гуннский лук», или «скифский лук» (лат. scytycus arcus) — по свидетельствам римлян, самое современное и эффективное оружие античности, — считался очень ценным трофеем у римлян. Флавий Аэций, римский полководец, проживший 20 лет заложником среди гуннов, поставил скифский лук на вооружение в римской армии.
Ещё одним гуннским оружием был аркан. Его ловко набрасывали на вражеского всадника, скидывая его с лошади. Использование этого оружие видно на картине П. Гайге «Гунны сражаются с аланами».
В боевой тактике гуннов Аммиан Марцеллин отмечал использование клинообразного строя, а также «умение рассыпаться в разные стороны и, пользуясь своей необычной быстротой, наносить удары противнику». Вдобавок к этому гунны часто обессиливали врага частыми конными атаками, а затем наносили мощный, решающий удар.

## Гунны и древние славяне
Рассказывая о своей поездке по землям за Дунаем, в составе византийского посольства к Аттиле, Приск Панийский пишет: Вместо пшеницы теперь нам давали просо, а вместо вина — мёд; именно так и называли его в этих местах. А провожавшие нас получали также просо и напиток из ячменя, называемый по-варварски «камос»(предположительно квас). В этом свидетельстве зафиксировано, что в языке гуннов присутствовали слова славянского происхождения. Мёд в данном случае не вызывает сомнения относительно происхождения, зато вокруг второго напитка — «камоса» — было немало дискуссий. Этот напиток некоторые посчитали кумысом, однако у Приска сказано, что этот «камос» изготавливался не из кобыльего молока, а из ячменя. Это дало повод учёным предположить, что «камос» — это славянское «квас». Интересно, что, ставшее по-видимому обычным употребление указанных блюд и напитков, подразумевает наличие у гуннов земледелия. Это несколько не соответствует представлению о гуннах как о кочевниках.
Историк Иордан, в своём сочинении использовавший не дошедшие до наших времён известия Приска Панийского, приводит ещё одно слово, происхождение которого связано со славянами — «страва», называя так поминальный пир по умершему гунну: «После того, как его [умершего] оплакали с такими причитаниями, они справили на его могиле страву (так это у них называется), сопровождая её большим пиром.». Любопытно, что слово «страва» и сегодня употребляется во многих славянских языках (например, белорусском, польском, украинском, чешском) в значении «пища, еда, блюдо» (ср. укр. Страва).
Прокопий Кесарийский в VI веке, описывая славян и антов, сообщает, что «по существу они неплохие люди и совсем незлобные, но во всей чистоте сохраняют гуннские нравы». Большинство историков толкует это свидетельство в пользу того, что часть славян была подчинена гуннами и входила в состав державы Аттилы. Распространённое некогда мнение (высказывалось, в частности, Юр. Венелиным) о том, что гунны являлись одним из славянских племён, современные историки единодушно отвергают как ошибочное.
Из русских писателей XIX века Аттилу объявляли славянским князем авторы славянофильского толка — А. Ф. Вельтман (1800—1870), в книге «Аттила и Русь VI и V в.», А. С. Хомяков (1804—1860) в незавершённой «Семирамиде», П. Й. Шафарик (1795—1861) в многотомном труде «Славянские древности», А. Д. Нечволодов «Сказание о Русской земле», И. Е. Забелин (1820—1908), Д. И. Иловайский (1832—1920), Ю. И. Венелин (1802—1839), Н. В. Савельев-Ростиславич.

## Внешность
Согласно БРЭ, принадлежность гуннов к монголоидной расе несомненна. Генетический анализ гуннских захоронений на территории Баварии показывает, что гунны были темноволосы и темноглазы, а также имели родство с населением юго-восточной Европы.
Римский историк Аммиан Марцеллин, так описывает гуннов в IV веке:
…все они отличаются плотными и крепкими руками и ногами, толстыми затылками и вообще столь чудовищным и страшным видом, что их можно принять за двуногих зверей или уподобить сваям, которые грубо вытёсываются при постройке мостов.

## Численность гуннов
Существуют противоречивые данные о численности гуннов. Так, китайские хроники пишут об армии гуннов в 100—400 тысяч человек. По данным же римских источников V века в 409 году Гонорий использовал 10 тысяч гуннов против Алариха. Эдвард Томпсон считает, что гуннов могло быть намного меньше 10 тысяч человек. Сабирская княгиня Боарикс в 528 году разгромила 20-тысячную армию Стиракса и 30-тысячную армию Глониса.

## Демонизация гуннов
Профессор Калифорнийского университета Отто Менхен-Хельфен, большую часть жизни посвятивший изучению истории гуннов, в труде «История и культура гуннов» отметил роль средневековых хронистов и некоторых современных учёных в демонизации гуннов.
Нашествие на Европу гуннов вызывало у христианских мыслителей и суеверного населения эсхатологические настроения. Они воспринимали мир как Римскую империю, и крах последней казался катастрофой общего миропорядка. Нашествие воспринималось в контексте обещанного конца света. Такая демонизация, продиктованная ненавистью и страхом, помешала латинским историкам объективно исследовать гуннов, вследствие чего они представлены в ложном свете.
В годы Первой мировой войны британская пропаганда использовала образ гуннов для дискредитации немцев, опираясь на гуннскую речь кайзера Вильгельма (1900).

## Гунны в германском эпосе
В германской Песни о Нибелунгах гуннами правил язычник Этцель (Аттила), который после смерти Хельхи решил жениться на прекрасной вдове Кримхильде Бургундской с берегов Рейна. Резиденцией гуннов в «Песни о Нибелунгах» является Вена, а именно замок Трайзенмауэр. Фактически центром земли гуннов признается Австрия. Бавария упоминается как сопредельная земля. Поляки, русы и валахи упомянуты как вассалы Этцеля. Сватом гуннского короля выступает маркграф Рюдигер из Бехеларна. Замужество Кримхильды согласно сагам представляет собой средством мести за убийство её прежнего мужа Зигфрида. Этцель предстает сильным королем, слава которого простирается от Роны до Эльбы.
В Саге о Хервёр держава гуннов (Гуналанд) смещается с Дуная к Днепру, а правит ими Хлед, в жилах которого течет как гуннская, так и готская кровь. Западной границей гуннов оказывается Мирквид. Главными соперниками гуннов оказываются готы, чью пограничную крепость безуспешно обороняет храбрая воительница Хервёр. Впоследствии, готы наносят поражение гуннам на Дунае и Хлед гибнет.

## Гунны в русской поэзии
Валерий Брюсов в 1904 году написал стихотворение «Грядущие гунны», где они представляют собой образ диких кочевников, организованных в «орды» и живущих в «становьях» и «шалашах». «Грубым гунном» называл себя в стихотворении «Нате!» (1913) Владимир Маяковский. О «свирепом гунне» упоминает Александр Блок в стихотворении «Скифы» (1918), где он ассоциируется с мародерством, каннибализмом («мясо белых братьев жарить»), разорением городов и осквернением святынь («в церковь гнать табун»).

### На русском языке
- Альфан, Луи. Великие империи варваров. От великого переселения народов до тюркских завоеваний XI в. — М.: Вече, 2006. — 416 с. — Серия «Классическая история».
- Артамонов М. И. История хазар. — Л.: Изд-во Госуд. Эрмитажа, 1962. — 524 с.: ил.
- Бернштам, А. Н. Очерк истории гуннов. — Л.: Изд-во ЛГУ, 1951. — 256 с.
- Гумилёв Л. Н. Хунну. Срединная Азия в древние времена / Под ред. М. И. Артамонова. — М.: Издательство Восточной литературы, 1960. — 292 с.
- Гумилёв Л. Н. Хунны в Китае. Три века войны Китая со степными народами. III—VI вв. / Под ред. Л. П. Делюсина. — М.: Наука, Главная редакция восточной литературы, 1974. — 260 с.
- Дуйчев И., Цанкова-Петкова Г., Тъпкова-Заимова В., Йончев Л., Тивчев П. Гръцки извори за Българската история. Т III. — София, 1960. // Институт за Българска История.
- Иностранцев К. А. Хунну и Гунны (разбор теорий о происхождении народа Хунну китайских летописей, о происхождении европейских Гуннов и о взаимных отношениях этих двух народов). — Л.: Изд-во Ленинград. ин-та живых вост. яз. им. А. С. Енукидзе, 1926. — Изд. 2-е. — 156 с.
- Кляшторный С. Г., Савинов Д. Г. Степные империи древней Евразии. — СПб.: Изд-во СПбГУ, 2005. — 346 с. — Серия «Исторические исследования». — ISBN 5-8465-0246-6.
- Крадин Н. Н. Империя Хунну. — Владивосток: Дальнаука, 1996. — 164 с. — Изд. 2-е. — М.: Логос, 2002. — 312 с.
- Кычанов Е. И. История приграничных с Китаем древних и средневековых государств (от гуннов до маньчжуров). — СПб.: Петербургское лингвистическое общество, 2010. — 2-е изд., испр.и доп. — 364 с. — Серия «Nomadica».
- Менхен-Хельфен Отто. История и культура гуннов / Пер. с англ. Л. А. Игоревского. — М.: ЗАО «Центрполиграф», 2014. — 412 с.: ил. — ISBN 978-5-9524-5131-5.
- Никоноров В. П., Худяков Ю. С. «Свистящие стрелы» Маодуня и «Марсов меч» Аттилы: Военное дело азиатских хунну и европейских гуннов. — СПб.: «Петербургское Востоковедение», 2004. — 320 с. — ISBN 5-85803-278-6.
- Пигулевская Н. В. Сирийские источники по истории народов СССР. — М.—Л.: Изд-во АН СССР, 1941. — 172 с.
- Скржинская Е. Ч. О склавенах и антах, о Мурсианском озере и городе Новиетуне. // Византийский временник. — Т. XII.
- Юй Тайшан. Исследование проблем истории и этнической идентичности гуннов в китайской историографии. // Китайский институт общественных наук. Научно-исследовательский институт истории.
- Томпсон Эдвард А. Гунны. Грозные воины степей / Пер. с англ. Л. А. Игоревского. — М.: ЗАО «Центрполиграф», 2008. — 264 с.: ил. — Серия «Загадки древних цивилизаций». — ISBN 978-5-9524-3492-9.
- Хаттон, Эдвард. Аттила. Предводитель гуннов / Пер. с англ. Л. А. Игоревского. — М.: ЗАО «Центрполиграф», 2005. — 240 с. — Серия «Nomen est Omen». — ISBN 5-9524-1902-X.
- Худяков Ю. С. Об изображении божеств древнетюркского пантеона на памятниках искусства номадов южной Сибири и Центральной Азии эпохи раннего Средневековья.
- Чуваши. Этническая история и традиционная культура / Сост. В. П. Иванов, В. В. Николаев, В. Д. Дмитриев. — М.: ДИК, 2000. — 96 с.: ил.

### На других языках
- Brandt T. The Heruls, 2013.

### Археология
- Пуздровский А. Е., Зайцев Ю. П., Неневоля И. И. Погребение воина гуннского времени на Усть-Альминском могильнике. // Вестник древней истории. — № 2, 2000.
- Боковенко Н. А., Засецкая И. П. Происхождение котлов «гуннского типа» Восточной Европы в свете проблемы хунно-гуннских связей. // Петербургский Археологический Вестник. — СПб. — Вып. 3, 1993.
- Список научных трудов И. П. Засецкой.

### Генетика
- The Eurasian Heartland: A continental perspective on Y-chromosome diversity. // Proceedings of the National Academy of Sciences of the United States of America.
- Male Demography in East Asia: A North-South Contrast in Human Population Expansion Times.

### Художественная
- Гардони, Геза. «Невидимый человек» (исторический роман) / «A láthatatlan ember» (1901)
- Соловьев А. П. Аттила: Сокровища Аттилы. — М.: Армада, 1997. — 476 с. — (Серия: «Великие властители в романах»). — ISBN 5-7632-0148-5.
- Дитрих, Уильям. Бич божий. — М.: Эксмо, 2008. — 480 с. — Серия «Исторический роман». — ISBN 978-5-699-27910-4.